# Square des Chamaillards
Le square des Chamaillards est un espace vert du 13e arrondissement de Paris.

## Situation et accès
Le site est accessible par le 55, rue du Château-des-Rentiers.
Il est desservi par la ligne 14 à la station Olympiades.

## Origine du nom
Ce square porte ce nom en raison de l'ancienne dénomination de la « rue des Chamaillards » ou « rue du Champ-Maillard » du nom d'un ancien lieu-dit « Les Chamaillards » où « du Champ Maillard ».

## Historique
Le square a été ouvert en 2002.